# Bernard Guillaume de Gascogne
Pour les articles homonymes, voir Bernard Guillaume et Guillaume.
Bernard Guillaume (Bernat-Guilhem) (° vers 975 - † 1009), fils aîné de Guillaume Sanche et d’Urraca de Navarre, succéda à son père vers 996, en tant que duc de Gascogne et comte de Bordeaux. Il semble s’être surtout attaché à confirmer l’action de ce dernier, en particulier en faveur des monastères. Il devait décéder sans enfant le 25 décembre 1009, dans des circonstances assez suspectes. Selon le moine français Ademar de Chabannes, le duc a tenu romances avec des femmes différentes, raison pour laquelle il finit par abdiquer en faveur de son frère, Sanche Guillaume, dernier duc de la maison de Gascogne. 